# Soncillo
Soncillo es una localidad española, en la comunidad autónoma de Castilla y León y la provincia de Burgos. Pertenece a la comarca de Las Merindades y es la capital del municipio de Valle de Valdebezana. Son destacables la plaza de Carlos II y la iglesia de san Cosme y san Damián.

## Geografía
Parte del pueblo está en un sustrato geológico del Cretácico Superior Turonense de calizas arcillosas con intercalaciones de margas. Otra parte  está en sustrato del Cretácico Inferior Albiense de arenas y areniscas conglomeráticas con estratificación cruzada.
«La Cueva» se abre en el fondo de un pequeño desfiladero, a unos 700 m al este del pueblo. Dispone de 3 entradas, dos en su parte delantera, lugar donde nace el curso de agua y una en su parte trasera. Una sala con piedras, parcialmente inundada donde se localiza una poza de agua, donde se ubica un sifón.

### Hidrografía
Por el pueblo cruza el arroyo de la Gándara. Nace en Cilleruelo de Bezana y desemboca en el río Nela en Quintanabaldo.

### Climática
El clima es oceánico; con precipitaciones durante todo el año. Este clima se clasifica como Cfb. La temperatura media anual se encuentra a 10,2 °C. Precipitaciones de 867 mm. aproximadamente.
Producto de este clima es que haya bastantes soportales para guarecerse de las precipitaciones.

## Vías de comunicación
- Por el pueblo pasa la  N-623 .

- También la  BU-526  de Bercedo a  Soncillo.

- La  BU-V-5746  que enlaza la  N-623  en el puerto de Carrales.

- La  BU-V-5614  que termina en Villabáscones de Bezana.

- Santander por carretera a 81 km
- Burgos por carretera a 91 km
- Bilbao por carretera a 105 km
- Estación ferroviaria en el Ferrocarril de la Robla.

## Historia
Hay restos de doblamiento en la prehistoria. No obstante, el pueblo se generó en la Edad Media como resultado del nuevo modo de producción feudal cuyos estamentos privilegiados eran la aristocracia y el clero de la Iglesia católica. 
Según el libro de las Behetrías, en torno a 1352 tributaban cargas señoriales en moneda y en prestación de trabajo regio al igual que otros pueblos de Valdebezana. 

Se convirtió en el principal lugar de abastecimiento de alimentos, aceite, vino y otros muchos artículos, función comercial que ha perdurado hasta la actualidad. En el siglo XV se formaron los primeros mercados  y ferias de ganados que se celebraban 2 veces al año: en la víspera del Corpus Christi y la otra la víspera de la Ascensión. Los mercados se celebraban todos los miércoles del año, costumbre que sigue conservándose.

## Estructura urbana
Es la típica de los pueblos generados en la misma época. En origen no hubo un trazado preestablecido, sino  condicionado por el terreno y las necesidades de cada época. 
Desde la Edad Moderna las calles fueron tenidas más en cuenta para las nuevas edificaciones, de ahí que según fue creciendo el pueblo las calles y carreteras fueron elementos condicionantes.
El tipo de casas es la típica de esta comarca con tejado a dos aguas y adosadas unas a otras por diversas causas como ahorrar materiales de construcción.
Destaca la plaza. En torno a ella está el caserío con elemento característico como las galerías acristaladas y soportales. Hay numerosas casonas.

## Ferias y fiestas
- Ferias los días 1 de enero, 20 de febrero, 14 de marzo, 25 de abril, 29 de junio, 26 de septiembre, 18 de octubre y 14 de noviembre. Mercado todos los miércoles.

- El 26 de abril, ferias de ganado vacuno, caballar, asnal, ovino y caprino, con premios a los mejores ejemplares.

- El 12 de agosto. Los pueblos de Valdebezana celebran desde 1997 una romería municipal que pretende su hermanamiento.

- El tercer fin de semana de agosto se celebra la fiesta de "La Hierba", última fiesta del verano.

- El tercer fin de semana de septiembre se celebran las fiestas patronales de San Cosme y San Damián. Consumo de todo tipo de licores varios, hacen de estas fiestas una de las más acaloradas del año, a pesar de las gélidas temperaturas.

- El 26 de septiembre. Juegan a bolos modalidad tres tablones, y llevan a cabo pasacalles a la antigua usanza. Organizan juegos infantiles, disfraces y bailes. Se celebra la fiesta local en honor de San Cosme y San Damián

- El 18 de octubre se celebra la feria de San Lucas, feria de ganado de las más importantes del norte. Con un gran mercado de toda clase de productos, y gran afluencia de público.

- El  6 de enero. En celebración del Día de Reyes, los bares del pueblo obsequian a sus habitantes con suculentas tapas y pinchos totalmente gratis. Especial mención el pincho de guindilla o popularmente llamado "Gilda" del bar Rosales